# Traçabilitat
La traçabilitat és la capacitat de reproduir l'historial d'un producte o d'un lot de productes, i es refereix a l'acumulació d'informació sobre cada pas dels processos de producció, d'emmagatzematge i de distribució per a millorar-ne la qualitat, poder localitzar ràpidament l'origen dels problemes que puguin aparèixer i mirar d'evitar-los en el futur.